# Copa Intertoto 1962-63
La Copa Intertoto 1962-63 fue la segunda edición del torneo de fútbol europeo. Participaron 32 equipos del Viejo Continente, incluyendo en esta edición a equipos de Francia, Italia, Yugoslavia y Hungría por primera vez.
El Slovnaft Bratislava de Checoslovaquia venció en la final al Padova de Italia para proclamarse campeón del torneo por primera vez.

## Fase de grupos
Los 32 equipos fueron divididos en 8 grupos de 4 equipos, pero a diferencia de la edición anterior, los clubes no fueron distribuidos por ubicación geográfica, pero solo el ganador de cada grupo avanzó a la siguiente ronda.

### Grupo A1
| Club                | G | E | P | GF | GC | Pts. |
| ------------------- | - | - | - | -- | -- | ---- |
| Slovnaft Bratislava | 4 | 0 | 2 | 14 | 10 | 8    |
| RCF Paris           | 2 | 3 | 1 | 20 | 18 | 7    |
| Venezia             | 2 | 2 | 2 | 18 | 14 | 6    |
| Young Boys          | 1 | 1 | 4 | 9  | 19 | 3    |

|     | SLO | RCP | VEN | YOU |
| --- | --- | --- | --- | --- |
| SLO |     | 4-2 | 2-0 | 1-0 |
| RCP | 4-2 |     | 3-3 | 3-1 |
| VEN | 4-1 | 4-4 |     | 6-1 |
| YOU | 0-4 | 4-4 | 3-1 |     |

### Grupo A2
| Club              | G | E | P | GF | GC | Pts. |
| ----------------- | - | - | - | -- | -- | ---- |
| Újpesti Dózsa     | 4 | 2 | 0 | 14 | 5  | 10   |
| Stade Français FC | 3 | 1 | 2 | 9  | 5  | 7    |
| Mantova           | 2 | 0 | 4 | 7  | 16 | 4    |
| AC Sparta Praga   | 1 | 1 | 4 | 11 | 15 | 3    |

|     | ÚJP | SFP | MAN | BOH |
| --- | --- | --- | --- | --- |
| ÚJP |     | 0-0 | 4-0 | 2-2 |
| SFP | 0-1 |     | 4-0 | 2-1 |
| MAN | 1-4 | 1-0 |     | 2-3 |
| BOH | 2-3 | 2-3 | 1-3 |     |

### Grupo A3
| Club              | G | E | P | GF | GC | Pts. |
| ----------------- | - | - | - | -- | -- | ---- |
| Padova            | 4 | 1 | 1 | 15 | 8  | 9    |
| Dorogi Bányász    | 3 | 0 | 3 | 13 | 13 | 6    |
| La Chaux-de-Fonds | 2 | 1 | 3 | 10 | 13 | 5    |
| Spartak Plzeň     | 1 | 2 | 3 | 12 | 16 | 4    |

|     | PAD | DOR | LCF | SPA |
| --- | --- | --- | --- | --- |
| PAD |     | 1-0 | 4-2 | 5-0 |
| DOR | 3-1 |     | 4-1 | 4-2 |
| LCF | 2-3 | 1-0 |     | 3-1 |
| SPA | 1-1 | 7-2 | 1-1 |     |

### Grupo A4
| Club     | G | E | P | GF | GC | Pts. |
| -------- | - | - | - | -- | -- | ---- |
| Servette | 3 | 2 | 1 | 11 | 9  | 8    |
| Sarajevo | 2 | 2 | 2 | 9  | 12 | 6    |
| Nitra    | 2 | 1 | 3 | 12 | 9  | 5    |
| Nîmes    | 2 | 1 | 3 | 11 | 13 | 5    |

|     | SER | SAR | SLO | NIM |
| --- | --- | --- | --- | --- |
| SER |     | 3-2 | 2-1 | 4-1 |
| SAR | 0-0 |     | 3-2 | 2-1 |
| SLO | 0-0 | 5-1 |     | 4-1 |
| NIM | 5-2 | 1-1 | 2-0 |     |

### Grupo B1
| Club           | G | E | P | GF | GC | Pts. |
| -------------- | - | - | - | -- | -- | ---- |
| Tatabánya      | 5 | 1 | 0 | 18 | 7  | 11   |
| Ajax           | 4 | 0 | 2 | 18 | 11 | 8    |
| Nancy          | 2 | 0 | 4 | 10 | 12 | 6    |
| Kaiserslautern | 0 | 1 | 5 | 9  | 25 | 1    |

|     | TAT | AJA | NAN | KAI |
| --- | --- | --- | --- | --- |
| TAT |     | 2-1 | 4-0 | 6-2 |
| AJA | 1-2 |     | 2-1 | 6-0 |
| NAN | 1-2 | 2-3 |     | 3-1 |
| KAI | 2-2 | 4-5 | 0-3 |     |

### Grupo B2
| Club              | G | E | P | GF | GC | Pts. |
| ----------------- | - | - | - | -- | -- | ---- |
| OFK Belgrade      | 4 | 1 | 1 | 13 | 9  | 9    |
| Lanerossi Vicenza | 3 | 0 | 3 | 8  | 9  | 6    |
| Bayern Munich     | 2 | 1 | 3 | 14 | 19 | 5    |
| Feyenoord         | 2 | 0 | 4 | 12 | 10 | 4    |

|     | OFK | VIC | BAY | FEY |
| --- | --- | --- | --- | --- |
| OFK |     | 2-1 | 4-1 | 1-0 |
| VIC | 2-0 |     | 1-0 | 2-0 |
| BAY | 4-4 | 4-2 |     | 4-3 |
| FEY | 1-2 | 3-0 | 5-1 |     |

### Grupo B3
| Club       | G | E | P | GF | GC | Pts. |
| ---------- | - | - | - | -- | -- | ---- |
| Rijeka     | 4 | 1 | 1 | 18 | 11 | 9    |
| Oberhausen | 3 | 2 | 1 | 15 | 12 | 8    |
| Basel      | 1 | 3 | 2 | 16 | 20 | 5    |
| PSV        | 1 | 0 | 5 | 11 | 17 | 2    |

|     | RIJ | RWO | BAS | PSV |
| --- | --- | --- | --- | --- |
| RIJ |     | 2-1 | 5-1 | 3-1 |
| RWO | 4-3 |     | 2-2 | 3-1 |
| BAS | 2-2 | 4-4 |     | 4-3 |
| PSV | 2-3 | 0-1 | 4-3 |     |

### Grupo B4
| Club         | G | E | P | GF | GC | Pts. |
| ------------ | - | - | - | -- | -- | ---- |
| Pécsi Dózsa  | 5 | 1 | 0 | 17 | 7  | 11   |
| Blauw Wit    | 2 | 2 | 2 | 10 | 12 | 6    |
| Velež Mostar | 2 | 1 | 3 | 16 | 11 | 5    |
| Hildesheim   | 1 | 0 | 5 | 8  | 21 | 2    |

|     | PEC | BWA | VEL | HIL |
| --- | --- | --- | --- | --- |
| PEC |     | 5-2 | 4-1 | 5-3 |
| BWA | 0-0 |     | 3-2 | 4-3 |
| VEL | 1-2 | 1-1 |     | 9-1 |
| HIL | 0-1 | 1-0 | 0-2 |     |

## Fase final

### Cuartos de final
| Equipo 1      | Agr. | Equipo 2            | Ida | Vuelta |
| ------------- | ---- | ------------------- | --- | ------ |
| Servette      | 1–6  | Tatabánya           | 1–0 | 0–6    |
| Pécsi Dózsa   | 4–3  | Rijeka              | 2–1 | 2–2    |
| Padova        | 10–5 | OFK Belgrade        | 7–1 | 3–4    |
| Újpesti Dózsa | 2–4  | Slovnaft Bratislava | 1–0 | 1–4    |

### Semifinales
| Equipo 1            | Agr. | Equipo 2    | Ida | Vuelta |
| ------------------- | ---- | ----------- | --- | ------ |
| Padova              | 7–3  | Pécsi Dózsa | 4–3 | 3–0    |
| Slovnaft Bratislava | 3–2  | Tatabánya   | 1–1 | 2–1    |

### Final
| 3-4-1963 | Padova Calcio | 0-1 | Slovnaft Bratislava | Stadio Appiani, Padova, Italia                        |                                                       |
|          |               |     | Scherer 87' (pen.)  | Asistencia: 5000 espectadores Árbitro(s): Karl Keller | Asistencia: 5000 espectadores Árbitro(s): Karl Keller |

## Campeón
|                                         |
| Bandera de Checoslovaquia               |
| Campeón Slovnaft Bratislava 1.er título |